# Joan III de Suècia
Joan III de Suècia (Söderköping, 23 de desembre de 1537 - Estocolm, 17 de novembre de 1592) va ser un rei de Suècia (1568-1592) i Gran Duc de Finlàndia en el període 1556-1563. Era el segon fill del rei Gustau Vasa, i el primer de la segona esposa d'aquest, Margarita Eriksdotter.

## Duc de Finlàndia
Va néixer en el castell de Stegeborg. El seu pare, el rei Gustau Vasa, que tenia un gran poder a Suècia, va deixar en herència sengles possessions als seus fills. Joan va rebre en herència el ducat de Finlàndia el 27 de juny de 1556 i es va convertir en un dels més poderosos nobles de Suècia. L'octubre de 1562 Joan es va casar amb Caterina Jagelló la germana deSegimon II August, impedint així que es casés amb Ivan IV de Rússia i va prestar a Segimon 120.000 dalers i va rebre set castells de Livònia com a garantia.
L'any 1570 va finalitzar la Guerra dels Set Anys, iniciada per Eric XIV, que havia enfrontat a Suècia amb Dinamarca i Lübeck. No obstant això, Joan va continuar la política expansionista al Bàltic iniciada pel seu germà i es va enfrontar en la guerra de Livònia contra Rússia pel control d'Estònia. A principis de la dècada de 1570 es va enfrontar a una ofensiva russa sobre les seves posicions a Estònia. Reval va resistir un setge rus el 1570 i el 1571 i diverses places més petites van ser preses per les forces russes. L'avanç rus es va concloure amb el saqueig de Weissenstein el 1573, on, després de la seva captura, les forces d'ocupació van cremar vius alguns dels líders de la guarnició sueca, inclòs el comandant desencadenant una campanya de represàlia de Joan des de Wesenberg. La contraofensiva de Joan es va estancar al setge de Wesenberg el 1574, quan les unitats alemanyes i escoceses de l'exèrcit suec es van revoltar. La guerra de Livònia va suposar una gran càrrega financera per a Suècia i, a finals de 1573, als mercenaris alemanys de Suècia se'ls devien 200.000 dalers. Joan els va donar els castells de Hapsal, Leal i Lode com a garantia, però quan no va pagar els van vendre a Dinamarca.
Joan i Stefan Batory es van aliar contra Ivan IV de Rússia el desembre de 1577. Polònia també va reivindicar tota Livònia, sense acceptar el domini suec de cap part, i els 120.000 dalers prestats el 1562 encara no havien estat amortitzats, malgrat les millors intencions de Segimon II August de solucionar-ho. Al novembre, les forces lituanes que es dirigien cap al nord havien capturat Dünaburg mentre una força polonès-sueca va prendre la ciutat i el castell de Wenden a principis de 1578. Les forces russes no van poder recuperar la ciutat al febrer, un atac seguit d'una ofensiva sueca, dirigida a Pernau (Pärnu), Dorpat i Novgorod, entre d'altres. Al setembre, Ivan va respondre enviant un exèrcit de 18.000 homes, que van recuperar Oberpahlen (Põltsamaa) de Suècia i després van marxar cap a Wenden. A la seva arribada a Wenden, l'exèrcit rus va assetjar la ciutat, però va ser trobat per una força de socors d'uns 6.000 soldats alemanys, polonesos i suecs. En la següent batalla de Wenden, les baixes russes van ser greus amb armament i cavalls capturats, deixant a Ivan IV amb la seva primera derrota greu a Livònia. El fracàs del setge suec de Narva el 1579 va conduir al nomenament de Pontus De la Gardie com a comandant en cap, que va prendre les ciutats de Kexholm i Padise el 1580, i el 1581, simultàniament a la caiguda de Wesenberg, un exèrcit mercenari contractat per Suècia va recuperar la ciutat estratègica de Narva usant la considerable flota de Suècia i en represàlia per les anteriors massacres russes, 7.000 russos van ser assassinats segons la crònica contemporània de Russow. La caiguda de Narva va ser seguida per les d'Ivangorod, Jama i Koporye, deixant Suècia content amb els seus guanys a Livònia. La guerra amb Rússia va acabar quan el tsar va concloure la treva de Plussa amb Suècia el 10 d'agost de 1583 per la que Rússia va renunciar a la major part d'Íngria, deixant Narva i Ivangorod també sota control suec. Originalment previst que durés tres anys, la treva ruso-sueca es va estendre més tard fins al 1590.
La participació pràcticament contínua de Suècia en les guerres va produir una capacitat militar que feu de Suècia, durant un cert període, la major potència militar al nord d'Europa, però a la mort de Joan III al castell d'Estocolm el 17 de novembre de 1592, enterrat al Cor Vasa de la Catedral d'Uppsala, va deixar un país afeblit per les guerres a l'estranger i pels conflictes interns.